# Lebiasina
Genre
Lebiasina est un genre poissons d'eau douce téléostéens de la famille des Lebiasinidae (ordre des Characiformes).

## Liste d'espèces
Selon FishBase (25 juin 2015) :
- Lebiasina ardilai Netto-Ferraira, Lopez-Fernandez, Taphorn & Liverpool, 2013[2]
- Lebiasina bimaculata Valenciennes, 1847
- Lebiasina chocoensis Ardila Rodríguez, 2010
- Lebiasina chucuriensis Ardila Rodríguez, 2001
- Lebiasina colombia Ardila Rodríguez, 2008
- Lebiasina floridablancaensis Ardila Rodríguez, 1994
- Lebiasina intermedia Meinken, 1936
- Lebiasina marilynae Netto-Ferreira, 2012[3]
- Lebiasina melanoguttata Netto-Ferreira, 2012[3]
- Lebiasina minuta Netto-Ferreira, 2012[3]
- Lebiasina multimaculata Boulenger, 1911
- Lebiasina narinensis Ardila Rodríguez, 2002
- Lebiasina ortegai Ardila Rodríguez, 2008
- Lebiasina provenzanoi Ardila Rodríguez, 1999
- Lebiasina taphorni Ardila Rodríguez, 2004
- Lebiasina uruyensis Fernández-Yépez, 1967
- Lebiasina yepezi Netto-Ferreira, Oyakawa, Zuanon & Nolasco, 2011[4]
- Lebiasina yuruaniensis Ardila Rodríguez, 2000

## Systématique
Le nom valide complet (avec auteur) de ce taxon est Lebiasina Valenciennes, 1847.